# Saint Urban
Saint Urban az Amerikai Egyesült Államok északnyugati részén, Washington állam Lewis megyéjében elhelyezkedő önkormányzat nélküli település.
A településen egykor iskola, katolikus templom és egy testvériség is működött. A templomot 1891. augusztus 15-én, Mária mennybemenetelének napján avatták fel. Az önkéntesek részvételével felújított templomot 2010. augusztus 15-én újra megnyitották.

## Fordítás
- Ez a szócikk részben vagy egészben  a   Saint Urban, Washington című angol Wikipédia-szócikk ezen változatának fordításán alapul.  Az eredeti cikk szerkesztőit annak laptörténete sorolja fel. Ez a jelzés csupán a megfogalmazás eredetét és a szerzői jogokat jelzi, nem szolgál a cikkben szereplő információk forrásmegjelöléseként.